# François-Antoine-Henri Descroizilles
François-Antoine-Henri Descroizilles (11 de junio de 1751, Dieppe (Sena Marítimo), Francia -15 de abril de 1825; parroquia de Saint-Roch, París) fue un químico francés.

## Primeros años y formación
Hijo de Francisco Descroizilles, un conocido botánico y farmacéutico de la ciudad de Dieppe, fue el noveno de un total de dieciséis hermanos. Su padre había creado una sal policréstica, que servía como remedio para curarlo todo, a base de sulfato de sodio y de cloruro de sodio, así como un procedimiento que suavizaba el efecto del tártaro en los vinos dulces.
Estudió humanidades en el colegio de Dieppe. Marchó a París donde aprendió química como asistente de Guillaume-François Rouelle y con Louis Jacques Thénard, consiguiendo el título de "demostrador real de química". Regresa a Rouen y alcanza el grado de farmacéutico en 1778.

## Vida profesional
Ejerció como profesor de química básica y aplicada en Rouen desde 1777, y como secretario del Consejo General de Manufacturas de París.
Fue autor de diversas aportaciones químicas de interés: ideó un método para detectar la presencia de sales de plomo en la sidra, pues su uso fue prohibido; sospechó que el alumbre era una sal doble; y utilizó el carbonato de calcio en suspensión para tratar el agua donde se recoge el cloro para el método de blanqueamiento de telas, lo que condujo al descubrimiento de los cloruros de óxidos, de gran utilidad.
Durante la Revolución francesa, Descroizilles fue nombrado supervisor de los mercados de Dieppe, cuando su amigo Jean-Marie Roland de La Platière fue nombrado ministro del Interior. Cuando llegó la época del terror, fue encarcelado en Rouen durante tres meses, pero como la República tenía necesidad de químicos fue liberado y nombrado "Inspector de pólvoras y salitres (nitratos)".

## Inventos
A él se debe la idea de la construcción en 1791 de la primera bureta, llamada berthollímetro, pues servía para medir la concentración del agua de cloro (berthollet) empleada en las fábricas de blanqueamiento de telas, según el método descubierto por Claude Louis Berthollet, pues un exceso de cloro deterioraba los tejidos. El instrumento facilitaba el empleo del método de análisis de álcalis de Louis-Nicolas Vauquelin, origen del análisis volumétrico, y fue conocido más tarde como clorómetro pues servía para evaluar el grado clorimétrico o grado de Descroizilles. Más tarde lo modificó dando lugar al alcalímetro y, ya en el siglo XIX, extendió su uso en la titulación del grado de acidez de los vinos y el vinagre (acetímetro).
En 1783 inventó la lámpara con luz giratoria intermitente de los faros, siendo instalada el primer prototipo en Dieppe. También creó la primera cafetera de filtro, luego adaptada por el abad Du Belloy, por lo que recibió el nombre de alambique de Belloy. Consistía de un recipiente cilíndrico con la base agujereada y cubierta con un disco perforado, sobre el que se ponía el café. Al pasar el agua hirviendo se producía la infusión que se recogía en la parte inferior.
También propuso la creación de escuelas para aprender a luchar contra el fuego e ideó un método simple de construcción de silos para conservar el grano.

## Obra

### Algunas publicaciones
- Description et usage du Bertholimètre, etc. París, 1802.
- Notice sur l’alcalimètre et autres tubes chimico-métriques ou sur le polymètre chimique, etc. París, 1810, 1818, 1824, 1839, 6ª edic., 1850.
- Méthode très-simple pour préserver les blés, etc. París, 1819.
- Notice sur la fermentation vineuse, etc. París, 1822.
- Sur la quantité d’eau nécessaire à l’extinction des incendies, etc. An. de Chimie, t. LI, 1801.
- Notices pyronomiques, etc, ibídem, t.LIV, 1805.
- Sur les eaux distillées des plantes inodores, sur la distillation de l’eau destinée à des expériences chimiques et sur les alambics, ibídem, t. LVII, 1806.
- Sur l’aréométrie et spécialement sur un nouvel instrument nommé aréométritype, etc, ibid., t. 1.VIII, 1806.
- Sur le blanchiment par la lessive berthollienne, ibid., id.
- Sur les alcalis du commerce, Ibid., t. LX, 1806, et t.  LXXII, 1809.
- Sur la saumure de violettes, considérée comme réactif, etc., ibid., t. LXVII, 1808.
- Sur les fumigations guytoniennes et sur les frictions bertholiennes, ibid., t. LXXIX, 1811.
- Sur le gaz nitreux que l’on a annoncé se dégager dans la cuite du sucre de betteraves, Annales de Chimie et de Physique, t. XXV, 1824.